# Терми на Циклопите
Термите на Циклопите са римски бани, археологически обект в историческата столица Дуга в съвременен Тунис.
Построени са вероятно в началото на 3 век. Името им идва от мозайките, на които са изобразени циклопи. Мозайките днес се съхраняват в Национален музей „Бардо“. В средата на баните се простира обърнат на изток правоъгълен басейн, приключващ в 6-стенна фигура. Сградата, в която са разположени баните, е с площ около 30 кв. м, което предполага, че може би е била частна.
Сградата на баните е разположена в непосредствена близост до трифолиума (публичен дом) на Дуга и в съседство с другите терми на Каракала и на Лициний, а от другата страна на улицата е къщата на Горгона Медуза. Надолу по улицата, и в непосредствена близост до баните и къщата, са останките от триумфална арка, посветена на император Септимий Север, а от другата страна на улицата се намира храмът на Плутон.